# Иргизо-камеликские башкиры
Иргизо-камеликские башкиры (баш. Ырғыҙ-Кәмәлек башҡорттары) — группа юго-западных башкирских родов, проживающих в бассейне рек Иргиз и Камелик.

## Родовой состав
- Бишул (Родовые подразделения: бишул, искеляр, ишэй, катай, кыпсак, мунаш, мурадым, мураткул, муратша, сирвай, садэ, табын, туркмен, туйбай, абузар, янылар)
- Садэ (Родовые подразделения: апанды, бишей, бурзян, тангаур, юан куныс, калтырсак, каратун-кыпсак, катай, куру юл-аю, кыпсак, кэзэ, мышы, суксыр, сазэ, табын, травой, хангильде, суун-кыпсак, ярат).

## Анализ Y-DNA
Часть протестированных иргиз-камеликских башкир, оказались принадлежащими гаплогруппам R1a и N1.
В 2005, 2010 и 2011 гг. состоялись экспедиционные выезды отдела этнологии ИИЯЛ УФИЦ РАН в Большеглушицкий и Большечерниговский районы Самарской и Перелюбский и Пугачевский районы Саратовской области. В двух первых экспедициях активно принимал участие известный российский антрополог, башкирский этнограф Юсупов Ринат Мухаметович.
В своем отчете за 2005 г. о выполненной им работе, Р.М.Юсупов писал: «Забор венозной крови производился мною из локтевой вены специальной иглой с вакуумным контейнером в объеме 10 мл с соблюдением всех правил асептики и антисептики. Взятая кровь хранилась в холодильнике, все ампулы – вакутейнеры подписывались с указанием даты, фамилии, имени, отчества, населенного пункта. По приезде полученная кровь была сдана для изучения по митохондриальной ДНК и х- хромосоме в лабораторию популяционной генетики человека при Институте биохимии и генетики УНЦ РАН д.б.н., проф., чл.-корр. РАН, академик АН РБ Э.К.Хуснутдиновой. Отпечатки кожных узоров пальцев и ладоней снимались с обеих кистей, предварительно прокатанных валиком с типографской краской. Отпечатки снимались добровольно, только с согласия исследуемого анонимно или с указанием фамилии, имя, отчества. Антропологическое фотографирование производилось также добровольно в двух проекциях анфас и профиль с расстояния 1 м».
Результаты лабораторных исследований (венозной крови) можно узнать у директора Института биохимии и генетики Уфимского федерального исследовательского центра РАН, доктора биологических наук, профессора, член-корреспондента РАО, академика АН РБ Хуснутдиновой Эльзы Камилевны. При обращении необходимо указать свою Ф.И.О. для того, чтобы быстрее найти указанные результаты по вопросу возможно выявленных генных мутаций, генетических заболеваний и др. Источник: https://vk.com/wall-1121202_3692.
По результатам выполненных работ Р.М.Юсуповым, были защищены 2 кандидата биологических наук Лобов Артем Сергеевич по теме «Структура генофонда субпопуляций башкир» по результатам экспедиций по башкирам, проживающим за пределами Республики Башкортостан» и Екомасова Наталья Вадимовна по теме исследования «Изменчивость митохондриальной днк и у-хромосомы в популяциях Волго-Уральского региона».

## Территория расселения
Согласно переписи 2021 года иргизо-камеликские башкиры проживают в Самарской области в Большеглушицком районе в посёлке Южный, в сёлах Муратшино, Таш-Кустяново, в Большечерниговском районе в посёлках Иргизский,  Исток, Кинзягулово, Костино, Краснооктябрьский, Кочкиновка, сёлах Большая Черниговка, Украинка, деревнях Денгизбаево, Имелеевка, Утекаево, а также в Саратовской области в Перелюбском районе в сёлах  Кучумбетово, Перелюб, в Пугачевском районе в сёлах Бобровый Гай, Максютово.

## История деревень иргизо-камеликских башкир
Самарские башкиры до 1850 года относились к Саратовской губернии, поскольку Самарская губерния образовалась позже. Ранее, с 1744 года, территория их проживания входила в состав Оренбургской губернии, с 1780 года в состав Саратовской губернии. В 1798 году все поволжские башкиры вошли в состав 9-го башкирского кантона, состоящего из трех войсковых юртов Башкиро-мещеряцкого войска, в 1832 году кантон переведен в состав Уральского казачьего войска с центром в Уральске.
К Самарским относились деревни по реке Большой Иргиз: Утекаево (Бурзян), Денгизбаево, Имелеевка (Кыпсак), Кинзягулово (Бишул), Хасьяново, по реке Таловая Кочкиновка (Кочкиновка, Таллы), по реке Каралык: Муратшино, Ташбулатово (Таш-Кустьяново).
Башкирские населенные пункты на территории Саратовщины известны с начала XVIII века. Располагались они в долине реки Камелик, отчего их второе название камеликские башкиры. Эти населенные пункты вошли позже в состав Кузябаевской волости Самарской губернии. Ныне башкиры проживают в основном в Перелюбском и Пугачёвском районах. Предки саратовских башкир как и самарских с юго-востока Башкортостана. Родной язык — башкирский.